# Петоглав орел
Петоглавият орел е хералдически символ, изобразен на щандарта (флага) на президента на Туркменистан Курбангули Бердимухамедов. Въведен е от неговия предшественик Сапармурад Ниязов, наричан туркменбаши. Орелът е изобразен в полет, а в ноктите си държи змия.

## Описание
Щандартът на президента на Туркменистан има правоъгълна форма и е зелен на цвят. Съотношението на персоналното знаме към страните му е 1:1/2. В левия горен ъгъл е изобразен бял полумесец с 5 звезди, които присъстват и в националното знаме на Туркменистан.
В дясната страна на щандарта е изобразен осмограм със златен кант, в центъра на който е изобразен златен петоглав орел, държащ в ноктите си двуглава змия. 3 глави на орела са обърнати на дясна хералдическа страна, а останалите 2 глави – на лява хералдическа страна.
На зелен фон вътре в осмограма, обгръщащ петоглавия орел, по-рано е имало надпис на туркменски: TURKMENISTANYN PREZIDENTI SAPARMYRAT TURKMENBASY, който в превод означава „Президент на Туркменистан Сапармурад Туркменбаши“. На флагщока на щандарта има сребърна скоба, на която се гравират името и фамилията на президента на Туркменистан.

## История и символика
Щандартът на президента на Туркменистан е продължение на традициите в националната символика. Той е вдъхновен от знамето на Огуз хан, на което са изобразени двуглав орел, побеждаващ змия. Петоглавият орел символизира петте области (вилояти) на Туркменистан, а двуглавата змия символизира защитата на държавата от вътрешни и външни врагове.